# 836

836(팔백삼십육)은 835보다 크고 837보다 작은 자연수다.

## 수학
- 합성수로, 그 약수는 총 12개다. (1, 2, 4, 11, 19, 22, 38, 44, 76, 209, 418, 836)
  - 836의 진약수의 합은 844이므로, 836은 과잉수다.
  - 2번째 기묘수(진약수의 일부를 더해 스스로를 만들 수 없는 과잉수)이자 유일한 세 자리 기묘수다. 앞의 기묘수는 70, 다음 기묘수는 4030이다.
- 73번째 불가촉수다. 앞의 불가촉수는 818, 다음은 848이다.
- {\displaystyle 45^{3}-1}은 836으로 나누어떨어진다.

## 과학
- NGC 836(독일어판, 프랑스어판): 고래자리 방향에 있는 렌즈형은하.

## 교통

### 항공
- 므르파티 누산타라 항공 836편 착륙 사고(영어판)

### 도로
- 836번 지방도: 전라남도 장흥군 장평면에서 보성군 보성읍까지 이어지는 대한민국의 지방도.
- 836번 홋카이도도(일본어판)

## 군사
- 836 해군 항공대(영어판): 과거 존재한 영국의 해군 항공대.

## 문화유산
- 대한민국의 보물 제836호: 청도 대적사 극락전

## 기타
- 연도: 836년, 기원전 836년